# Libro di Aneirin

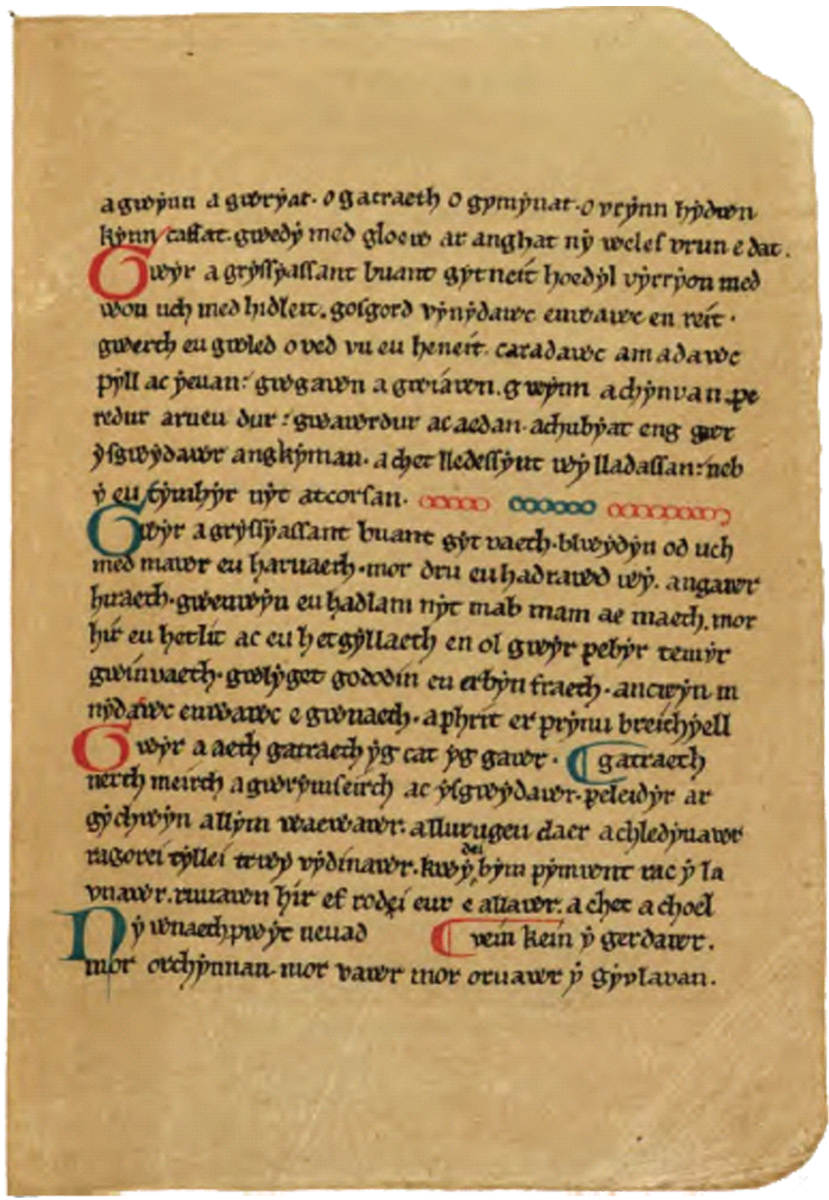
Llyfr Aneirin (Il libro di Aneirin)

Il libro di Aneirin (in gallese Llyfr Aneirin) è un manoscritto del tardo XIII secolo in antico e medio gallese che contiene  versi attribuiti al poeta britannico settentrionale Aneirin (VI secolo).
Il manoscritto, conservato nella Biblioteca Nazionale del Galles a Cardiff, è databile al 1265 circa, ma è probabilmente una copia di un originale perduto del IX secolo. La poesia è probabilmente tratta dalla tradizione orale. La maggior parte del manoscritto contiene l'Y Gododdin, un antico poema in gallese che celebra i guerrieri del Gododdin (Lothian, Scozia) che morirono nella battaglia di Catraeth (probabilmente Catterick, nello Yorkshire settentrionale), che fu combattuta attorno al 600. Parti di questo poema sembrano essere contemporanee di Aneirin. Gli altri componimenti del manoscritto, che non hanno collegamenti con la battaglia, includono, tra gli altri, un breve poema per un bambino di nome Dinogad, figlio di un uomo che andava a caccia e a pesca.